# Győrszemere vasútállomás
Győrszemere vasútállomás egy Győr-Moson-Sopron vármegyei vasútállomás Győrszemere településen, a MÁV üzemeltetésében. Jegypénztár nélküli, nincs jegykiadás. A település központjától északkeleti irányban helyezkedik el, a 8308-as út vasúti keresztezésétől délre.
Közúti megközelítését úgy az említett út, mint a település központja és a 83-as főút felől a 83 132-es számú mellékút, közvetlen elérését pedig az utóbbiból kiágazó, rövidke 83 313-as számú mellékút biztosítja.
Az állomáson az alacsony kihasználtságra hivatkozva a vonatok 2019. december 15-étől a személyvonatok csak vonatkeresztezés miatt állnak meg.

## Vasútvonalak
Az állomást az alábbi vasútvonalak érintik:
- Győr–Celldömölk-vasútvonal

## Kapcsolódó állomások
A vasútállomáshoz az alábbi állomások vannak a legközelebb:
- Ménfőcsanak megállóhely
- Halipuszta megállóhely

## Forgalom
A vasútállomás 2019/20-as menetrend változás előtt a Győr és Celldömölk között közlekedő személyvonatok álltak itt meg.